# Jåttå Station
Jåttå Station (Jåttå holdeplass) var en midlertidig jernbanestation på Jærbanen, en del af Sørlandsbanen, der lå i bydelen Jåtten i Stavanger i Norge.
Stationen åbnede 1. maj 2004 og blev benyttet i forbindelse med fodboldkampe og andre arrangementer på Viking Stadion for at varetage trafikken til og fra Stavanger og Sandnes. I 2007 begyndte en del af lokaltogene at stoppe fast ved stationen i forbindelse med, at Jåttå videregående skole åbnede i efteråret 2007. Stationen blev taget ud af brug i november 2007 i forbindelse med etableringen af dobbeltspor mellem Stavanger og Sandnes. 6. januar 2008 blev den erstattet af den nye permanente Jåttåvågen Station 200 m længere mod syd.